# Манастир Згодачица
Манастир Згодачица је добио име по истоименом манастиру који је срушен и спаљен од стране Турака у 16. веку и који је удаљен од данашњег манастира 3 километра. Главна слава манастира је свети великомученик Димитрије који је и Крсна слава породице Ћировић. У манастиру се у посебној гробници налазе и мошти мученика из 16. века, откопане током обнављања цркве у Годачици које и данас, милошћу Божијом, миомиришу. У вечни покој и ка свом вољеном Христу су отишли прво родитељи отац Николај 1984. и мати Ангелина 1990. године, затим отац Сава 2004. и отац Серафим Ћировић 2014. године. Монахиње Серафима (умрла 2018) и Параскева су остале у манастиру Згодачици као живи сведоци једног времена и историје једне породице и манастира Згодачица.